# Thembi Mtshali-Jones
Thembi Mtshali-Jones (nacida el 7 de noviembre de 1949) es una actriz sudafricana. Considerada como una de las artistas más célebres de su país, se destaca por su participación en distintas seres de televisión como Sgudi 'Snaysi, Stokvel, Silent Witness e Imbewu. Además, es una reconocida cantante, dramaturga y artista docente asociada en Global Arts Corps en Kosovo, así como entrenadora en Camboya.

## Biografía
Mtshali-Jones nació el 7 de noviembre de 1949 en Sabhoza, un pueblo cerca de Ulundi, Durban, Sudáfrica. Sus padres se divorciaron poco después de su nacimiento. Cteció en el municipio de KwaMashu, donde completó su educación. Quedó embarazada siendo aún una estudiante, por lo cual se vio obligada a dejar la escuela.
En 1998, realizó una residencia en la Universidad Gallaudet en Washington D. C., EE. UU. y luego en la Universidad de Louisville, en 2004. Por su contribución al campo del arte, el  alcalde la nombró ciudadana honoraria de Louisville y recibió un voto de agradecimiento del Senado de Kentucky. Posteriormente, el gobernador de Kentucky le otorgó el título de coronel honorario de Kentucky.

## Carrera profesional
Su talento actoral fue descubierto por Welcome Msomi. Se unió al 'Musical Ipi Tombi' como la protagonista femenina, 'Mama Tembu'. Viajó a Estados Unidos para mejorar su carrera musical, donde conoció a los músicos populares Hugh Masekela y Miriam Makeba. Hicieron una gira por Europa y África durante varios años. En 1987, regresó a Sudáfrica y se unió al Market Theatre.
Obtuvo popularidad en la comedia de televisión de 1986 Sgudi 'Snaysi con el papel de' Thoko '. En 1988, debutó en cine como protagonista femenina en Mapantsula, la cual fue premiada como Mejor Nueva Película en el Festival de Cine de Cannes. En 1999, coescribió la obra A Woman in Waiting, basada en la vida real de Thambi, la cual se representó en el Joseph Paps Theatre de Nueva York y ganó el Fringe First en el Festival de Edimburgo. En 2001, la obra se representó en el New Ambassador Theatre de Londres y más tarde en Sudáfrica, Túnez, Canadá, Estados Unidos y las islas Bermudas. En 1999, ganó el premio a la mejor actriz en el Festival de Cartago en Túnez. También se realizó una versión de radio de la obra para BBC 4 y ganó el Sony Gold Award en 2002.
En 2002, se unió a la comedia de televisión Stokvel con el papel de 'Hazel', por el cual fue nominada al Premio Emmy Internacional en 2004. También en 2002, fue nominada en la categoría de Excelencia Africana en Entretenimiento y Artes en la Ceremonia de Premios Tribute Achievers. En 2006, se unió a la producción internacional Truth In Translation dirigida por el estadounidense Michael Lessac. La obra se estrenó en Ruanda y se presentó en los EE. UU., Europa y África, así como en el Baxter Theatre Center en 2007. En 2009, recibió el premio Lifetime Achievement Award de la ciudad de Durban y la provincia de KwaZulu-Natal y en 2015, recibió el premio Lifetime de Arts and Culture Trust.
En noviembre de 2019, fue honrada con el premio The Living Legend en el National Black Theatre Festival en Carolina del Norte, EE. UU., por su servicio al cine sudafricano. El mismo año, protagonizó la producción Mother to Mother en el National Black Theatre Festival, basada en una novela de Sindiwe Magona. Más tarde, Magona escribió el libro biográfico 'Theatre Road: My Story es un relato inspirador de Thembi Mtshali-Jones', publicado en el 70 cumpleaños de Mtshali-Jones.

## Filmografía
| Año  | Título                       | Rol                | Tipo                     |
| ---- | ---------------------------- | ------------------ | ------------------------ |
| 1986 | Sgudi 'Snaysi                | Thoko              | Serie de televisión      |
| 1988 | Mapantsula                   | Pat                | Película                 |
| 2002 | Stokvel                      | Hazel              | Serie de televisión      |
| 2003 | The Wooden Camera            | Madre de Madiba    | Película                 |
| 2004 | In My Country                | Lizzie             | Película                 |
| 2004 | Cape of Good Hope            | Ms. Silemeni       | Película                 |
| 2010 | Silent Witness               | Zali Silongo       | Serie de televisión      |
| 2010 | Themba                       | Princesa           | Película                 |
| 2011 | Buschpiloten küsst man nicht | N'Nanga            | Película para televisión |
| 2012 | Copposites                   | Constance Ralapele | Película                 |
| 2013 | Weit hinter dem Horizont     | Desi               | Película para televisión |
| 2014 | Konfetti                     | Lerato Cwele       | Película                 |
| 2015 | While You Weren't Looking    | Shado's Gogo       | Película                 |
| 2015 | Bleeding Gospel              | Theresa            | Cortometraje             |
| 2018 | Imbewu                       | MaNdlovu Bhengu    | Serie de televisión      |
| 2019 | Mother to Mother             | Madre              | Película                 |